# Tina Turns the Country On!
Tina Turns the Country On ist das Solo-Debütalbum von Tina Turner. Es erschien im August 1974 bei United Artists. 

## Geschichte
Tina Turns the Country On wurde aufgenommen, als Tina Turner noch Bestandteil der Ike & Tina Turner Revue war. Turner singt auf diesem Album Coverversionen von Künstlern wie Kris Kristofferson, Bob Dylan, Olivia Newton-John, James Taylor und Dolly Parton. Das Album konnte zwar nicht die Charts erreichen, es war aber für den Grammy Award nominiert, in der Kategorie „Best R&B Vocal Performance Female“.
Das Album erschien bislang offiziell nicht auf CD (Stand August 2022). Allerdings sind, neben der eigentlichen Schallplatte, diverse Country-Songs aus den Aufnahmesessions nachträglich veröffentlicht worden. Der Titel ist ein Wortspiel: Übersetzt kann er sowohl bedeuten: „Tina stellt die Country-Musik an“ wie auch „Tina macht das Land an“.

## Titelliste
Seite 1
1. Bayou Song (P.J. Morse) – 3:22
2. Help Me Make It Through the Night (Kris Kristofferson) – 2:48
3. Tonight I’ll Be Staying Here With You (Bob Dylan) – 2:58
4. If You Love Me (Let Me Know) (John Rostill) – 3:00
5. He Belongs to Me (Bob Dylan) – 3:59

Seite 2
1. Don’t Talk Now (James Taylor) – 2:58
2. Long Long Time (White) – 4:42
3. I’m Moving On (Hank Snow) – 2:37
4. There’ll Always Be Music (Dolly Parton) – 4:10
5. The Love That Lights Our Way (Fred Karlin) – 3:15